# Torneo di Wimbledon 2021 - Quad doppio
Il campione in carica Andy Lapthorne e il suo compagno David Wagner hanno sconfitto nella finale l'altro campione in carica Dylan Alcott e il suo compagno Sam Schröder con il punteggio di 6–1, 3–6, 6–4. Con la vittoria, Wagner ha completato il Super Slam in carriera.

## Tabellone

### Legenda
| - Q = Qualificato - WC = Wild card - LL = Lucky loser | - ALT = Alternate - SE = Special Exempt - PR = Protected Ranking | - w/o = Walkover - r = Ritirato - d = Squalificato |

## Finale
|  | Finale |                             |   |   |   |  |
|  |        |                             |   |   |   |  |
|  |        | Dylan Alcott Sam Schröder   | 1 | 6 | 4 |  |
|  |        | Andy Lapthorne David Wagner | 6 | 3 | 6 |  |